# Maurice Houvion
Maurice Paul Marie Houvion (* 4. Juli 1934 in Saulcy-sur-Meurthe) ist ein ehemaliger französischer Leichtathlet, der sich auf den Stabhochsprung spezialisiert hatte.

## Karriere
Der 1,76 Meter große Maurice Houvion sprang für ES Trieux. Er siegte 1962 und 1963 bei den französischen Meisterschaften, wobei er 1963 dabei seine persönliche Bestleistung von 4,87 Meter aufstellte.
1962 bei den Europameisterschaften in Belgrad nahmen 23 Athleten am Stabhochsprung teil, von denen 14 das Finale erreichten. Im Endkampf sprangen drei Athleten über 4,60 Meter und drei weitere Athleten über 4,55 Meter. Houvion wurde mit 4,55 Meter Fünfter.
Zwei Jahre später bei den Olympischen Spielen 1964 in Tokio wurde der Olympische Rekord im Stabhochsprung dank verbesserter Stäbe von 4,70 Meter auf 5,10 Meter verbessert. Houvion scheiterte in der Qualifikation dreimal an seiner Anfangshöhe von 4,20 Meter.
Im März 1966 sprang Houvion mit 4,40 Meter auf den siebten Platz bei den Europäischen Hallenspielen in Dortmund. Im August bei den Europameisterschaften in Budapest erreichten 16 von 27 Teilnehmern am Stabhochsprungwettbewerb den Endkampf, Houvion schied als 17. mit 4,20 Meter aus.
Maurice Houvion ist der Vater von Philippe Houvion, den er auch trainierte. Außerdem betreute er unter anderem Patrick Abada und Jean Galfione. 1997 wurde Maurice Houvion für seine Tätigkeit als Trainer zum Offizier des Ordre national du Mérite ernannt, nachdem er bereits 1977 als Ritter aufgenommen worden war.